# Аргилоска гробница II
Аргилоска гробница II (на гръцки: Β' Μακεδονικός Τάφος της Αργίλου) е македонско погребално съоръжение, строено в III век пр. Хр.
Гробницата заедно с Аргилоската гробница I е разположена в некропола на Аргилос, източно от града и съвременното село Сикия. Изкопана е в склона на малък хълм. Дромосът на Аргилоска гробница II е широк 5 метра. Входът има два мраморни пилона и трегерът е с пет дентикула. Запазени са и преддверието, и погребалната камера, които са разделени с мраморна врата. Не са открити нито трон, нито погребално ложе (клине). Телата са били разположени в три цистови гроба, изкопани под пода на камерата. Гробницата е датирана в III век пр. Хр. по монети на Касандър и Антигон Гонат.
- Входът отблизо
- Схема на гробницата